# The Baby-Sitters Club
The Baby-Sitters Club (El Club de Las Niñeras en América Latina y El Club de Las Canguro en España) es una serie de televisión estadounidense de comedia dramática creada por Rachel Shukert, basada en la serie de novelas infantiles del mismo nombre de Ann M. Martin. Se estrenó en Netflix el 3 de julio de 2020. En octubre de 2020, la serie fue renovada para una segunda temporada que se estrenó el 11 de octubre de 2021. Rotten Tomatoes elogió la serie por su fidelidad a su material de origen y atractivo para una audiencia más nueva. En marzo de 2022, la serie fue cancelada luego de dos temporadas.

## Trama
La serie sigue la amistad y las aventuras de cinco estudiantes de secundaria mientras comienzan un negocio de cuidado de niños en Stoneybrook.

## Elenco y personajes

### Principal
- Sophie Grace como Kristy Thomas, la presidenta del club que frecuentemente denuncia las injusticias sociales y es muy vocal sobre los derechos de las mujeres.
- Momona Tamada como Claudia Kishi, la popular vicepresidenta del club que siente pasión por cualquier tipo de arte. Ella es de ascendencia japonesa, pero nunca aprendió a hablar japonés.
- Shay Rudolph como Stacey McGill, la tesorera del club que es de Upper West Side de Manhattan. Ella es diabética.
- Malia Baker como Mary Anne Spier, la tímida secretaria del club y la mejor amiga de Kristy. Ella es retratada como birracial en la serie de 2020. Perdió a su madre cuando tenía 18 meses y tiene un padre muy sobreprotector.
- Xochitl Gomez (temporada 1) y Kyndra Sanchez (temporada 2)[4] como Dawn Schafer, la nueva amiga de Mary Anne que se mudó recientemente a Stoneybrook desde Los Ángeles y la alternativa oficial del club. Ella es hispanoamericana y su madre solía ir a la escuela con el padre de Mary Anne, Richard Spier. Ella es retratada como no etiquetada y queer en la serie.
- Alicia Silverstone como Elizabeth Thomas-Brewer,[nota 1] madre de Kristy
- Mark Feuerstein como Watson Brewer,[nota 2] El rico prometido de Elizabeth y más tarde esposo
- Vivian Watson como Mallory Pike (invitada, temporada 1; principal, temporada 2)
- Anais Lee como Jessi Ramsey (invitada, temporada 1; principal, temporada 2)

### Recurrente
- Takayo Fischer como Mimi Yamamoto, la abuela materna de Claudia
- Aya Furukawa como Janine Kishi, la inteligente y distante hermana mayor de Claudia que tiene un lado suave[6]
- Marc Evan Jackson como Richard Spier, el padre sobreprotector de Mary Anne que reaviva su relación con Sharon Porter.
- Benjamin Goas como David Michael Thomas, el hermano menor de Kristy.
- Dylan Kingwell como Sam Thomas, el hermano mayor de Kristy y el amor de Stacey
- Sebastian Billingsley-Rodriguez como Andrew Brewer, hijo de Watson
- Sophia Reid-Gantzert como  Karen Brewer, la franca y 'extraña' hija de Watson
- Rian McCririck como Logan Bruno, el interés amoroso de Mary Anne
- Jessica Elaina Eason como Sharon Porter, la madre de espíritu libre de Dawn que desarrolla una relación con Richard Spier.

## Producción

### Desarrollo
En febrero de 2019, Netflix ordenó un reinicio de 10 episodios basado en El club de las canguro con Ann M. Martin como productora, Rachel Shukert como showrunner y Michael De Luca y Lucia Aniello como productores ejecutivos, y Aniello también como directora. El 28 de octubre de 2020, Netflix renovó la serie para una segunda temporada. El rodaje de la segunda temporada finalizó el 28 de abril de 2021, tras tres meses de rodaje.

### Casting
Alicia Silverstone y Mark Feuerstein se unieron al elenco en agosto de 2019. En marzo de 2020, Sophie Grace, Malia Baker, Momona Tamada, Shay Rudolph y Xochitl Gomez se unieron al elenco de la serie. El 18 de marzo de 2021, se informó que Kyndra Sánchez se unió al elenco como Dawn Schafer, reemplazando a Gómez debido a conflictos de programación con Doctor Strange in the Multiverse of Madness.

### Diseño
Cynthia Ann Summers es la diseñadora de vestuario de la serie.Ella dijo a Vulture, "Definitivamente queríamos asegurarnos de que, siempre que pudiéramos, hiciéramos un guiño al estilo de los años 90 e incluso algunas cubiertas de los libros." Una pieza notable es el traje pantalón a cuadros amarillo de Claudia, una referencia a Clueless.
Summers dijo a Refinery29: "La mayoría de los [looks] de los personajes fueron comprados en lugares donde estas chicas comprarían en la vida real: Zara, H&M, American Eagle, Gap, Urban Outfitters, Aritzia, Topshop, Kate Spade, Alice + Olivia, Anthropologie, Nordstrom. Debido a que filmamos en Canadá, el 80 por ciento de la moda de todos se compró en Simons en Vancouver".

## Lanzamiento
La primera temporada de diez episodios de The Baby-Sitters Club se estrenó el 3 de julio de 2020. La segunda temporada de ocho episodios se estrenó el 11 de octubre de 2021.

## Recepción

### Respuesta crítica
La serie recibió elogios de la crítica. Para la primera temporada, el agregador de reseñas Rotten Tomatoes informó una calificación de aprobación del 100% basada en 55 revisiones, con una calificación promedio de 8.57 / 10. El consenso crítico del sitio web dice: "Dulce, sincero y lleno de esperanza, el enfoque fundamentado de The Baby-Sitters Club Plantilla: honra su material original al tiempo que actualiza la historia para una nueva generación". 18 En Metacritic , tiene un puntaje promedio ponderado de 87 sobre 100 basado en 18 reseñas, lo que indica "aclamación universal". 19
Meghan O'Keefe de Decider elogió el cuarto episodio de la primera temporada por su interpretación de un niño transgénero . Ella escribió que la serie es "descaradamente feminista" y que "hace más que simplemente afirmar que los niños transgénero existen, importan y son dignos de respeto; el programa defiende los derechos de estos niños". 20 Rebecca Onion, escribiendo para Slate, dijo: "El nuevo programa es realmente adorable: el grupo multirracial de estudiantes de secundaria suburbanos que reservan conciertos desde su posición en la colorida habitación de Claudia Kishi es tan valiente y amable como siempre ... El nuevo programa ha recibido aplausos por su diverso elenco y tramas, pero en muchos aspectos importantes, la idea es pura fantasía: de una comunidad suburbana, de una gentil madurez, de un trabajo significativo que enseña responsabilidad y paga lo suficiente por nuevos y elegantes pinceles ". 21 Escribiendo para The Guardian, Dijo Lucy Mangan, "Lo que podría haber sido un dulce festival de nostalgia o peor, un reinicio que complació la aparentemente insaciable necesidad de sexar material de una época más inocente, sin importar la edad y / o la inocencia continua de su audiencia, está en de hecho, una reinvención divertida y fresca. Basándose en los cuentos sólidos y de buen corazón de Martin, mantiene una sensación contemporánea sin perder el encanto antiguo en su corazón ". 22 Petrana Radulovic de Polygon dijo: "Como sus contrapartes de libros, todas las niñas en The Baby-Sitters Clubson más profundos de lo que implica su descriptor de tropo de una palabra (marimacho, bonitos dos zapatos, niño artístico, prep, hippie), gracias en parte a las hábiles actuaciones de las jóvenes actrices. Como Kristy valiente y franca, Sophie Grace agrega matices a su actitud mandona y malcriada, fundamentando lo que podría ser una actuación exagerada con algunos momentos tiernos. Momona Tamada, de Para todos los chicos que he amado desde antes de la fama, capta la rareza y la energía de Claudia, pero no sin dolores de aislamiento, porque ella siente que su familia nunca entenderla." 23 Escribiendo para el Hollywood Reporter , Robyn Bahr llamado programa "no solo cálido y efervescente, [sino] francamente uno de los mejores programas que la plataforma de transmisión ha producido hasta la fecha". 24Kelly Lawler, que escribe para USA Today , dijo que el programa era "optimista pero no engañoso, juvenil pero no juvenil y dulce pero no sensiblero. Su quinteto de actrices jóvenes (las cuatro modelos originales y una adición a mitad de temporada) tienen más talento años, pero el diálogo nunca los hace sonar como guionistas de Hollywood de 40 años ". 25 Hank Stuever , escribiendo para The Washington Post , señaló que "el espectáculo es de gran talento elenco de actrices jóvenes, todos los cuales o bien nunca aprendió el estilo Kidz-show de sobreactuación ( 'schmacting,' que a veces llamamos), o nunca estaban afligidos para empezar. Son totalmente creíbles en los roles de estos jóvenes idealizados, con actuaciones especialmente buenas de Tamada y Baker ".26 Jenny Singer, que escribe para Glamour , calificó el programa como "increíblemente saludable y entretenido en serio. Las chicas compran un teléfono fijo en Etsy , se comunican con los padres locales conanuncios de Instagram específicosy hacen comentarios como" El arte no debería ser solo la provincia de los privilegiados! Su comedia es divertida, su trauma es real, sus elecciones de estilo (por la diseñadora de vestuario Cynthia Ann Summers) matan ". 27
La segunda temporada tiene una calificación de aprobación del 100% en Rotten Tomatoes, basada en 12 reseñas, con una calificación promedio de 8.6 / 10. Según el consenso de los críticos del sitio web, " The Baby-Sitters Club regresa con una sólida segunda temporada que explora nuevos temas con cuidado y le da a su encantador elenco mucho espacio para brillar".

### Premios y nominaciones
| Año  | Premio                     | Categoría                                                                        | Nominado | Resultado | Ref(s).       |
| ---- | -------------------------- | -------------------------------------------------------------------------------- | --- | --------- | ------------- |
| 2021 | Casting Society of America | Children's Pilot and Series (Live Action)                                        | Amber Horn, Danielle Aufiero and Tiffany Mak | Gana      | [ 17 ]        |
| 2021 | Daytime Emmy Awards        | Outstanding Preschool, Children's or Family Viewing Program                      | Rachel Shukert, Lucia Aniello, Lucy Kitada, Naia Cucukov, Michael De Luca, Frank Smith, Benjamin Forrer, Joanna Calo, Lyle Friedman, Ashley Glazier, Meg Schave and Ann M. Martin | Nominado  | [ 18 ] [ 19 ] |
| 2021 | Daytime Emmy Awards        | Outstanding Limited Performance in a Children's Program                          | Alicia Silverstone | Nominado  | [ 18 ] [ 19 ] |
| 2021 | Daytime Emmy Awards        | Outstanding Younger Performer in a Children's Program                            | Sophie Grace | Ganador   | [ 18 ] [ 19 ] |
| 2021 | Daytime Emmy Awards        | Outstanding Directing Team for a Preschool, Children's or Family Viewing Program | Lucia Aniello | Nominado  | [ 18 ] [ 19 ] |
| 2021 | Daytime Emmy Awards        | Outstanding Writing Team for a Preschool, Children's or Family Viewing Program   | Rachel Shukert | Nominado  | [ 18 ] [ 19 ] |
| 2021 | Daytime Emmy Awards        | Outstanding Cinematography                                                       | Adam Silver, Mikey Jechort and Brett Manyluk | Nominado  | [ 18 ] [ 19 ] |
| 2021 | Daytime Emmy Awards        | Outstanding Costume Design/Styling                                               | Cynthia Summers, Kelsey Chobotar, Sanchia Wong, Anthony Lewis and Daria Magnusson                                                                                                 | Ganador   | [ 18 ] [ 19 ] |
| 2021 | GLAAD Media Awards         | Outstanding Kids & Family Programming                                            | The Baby-Sitters Club | Nominado  | [ 20 ]        |
| 2021 | TCA Awards                 | Outstanding Achievement in Youth Programming                                     | The Baby-Sitters Club | Ganador   | [ 21 ]        |